# Sant'Isidoro a Settecamini
Sant'Isidoro a Settecamini, även benämnd San Francesco a Settecamini, är en kyrkobyggnad i Rom. Kyrkan är belägen vid Via Casal Bianco i zonen Settecamini och tillhör församlingen Santa Maria dell'Olivo.

## Historia
Kyrkan förekommer på en karta i påve Alexander VII:s (1655–1667) fastighetsregister från år 1660. Den uppfördes primärt för de boende på den romerska campagnan samt för förbiresande. En omfattande restaurering och ombyggnad genomfördes på initiativ av påve Clemens XI (1700–1721) i början av 1700-talet. Ytterligare en ombyggnad företogs år 1728, då en ny fasad i barocchetto-stil ritades av arkitekten Antonio Guidetti. Fasaden kröns av ett brutet pediment med ett kors. Interiören är enskeppig.
År 1917 fördes, på initiativ av prästen Virgilio Valcelli, ikonen Madonna dell'Oliva till kyrkans högaltare. Med tiden urbaniserades området och år 1926 invigdes kyrkan Santa Maria dell'Olivo och ikonen överfördes till denna.